# Rhodostrophia similata
Rhodostrophia similata là một loài bướm đêm trong họ Geometridae.